# Bygdin
Bygdin is een meer bij Øystre Slidre in Jotunheimen in de provincie Innlandet in Noorwegen.
Bygdin heeft een oppervlakte van 46 km². Het meer is circa 25 km lang en is smal. Het diepste punt is 215 m. Een stuwdam aan de oostzijde regelt het niveau dat wisselt tussen 1048 en 1057 meter boven zeeniveau.
Enkele dorpen aan het meer zijn Eidsbugarden, Fondsbu en Torfinnsbu.
De rivier Vinsteråni komt uit in Bygdin.